# Meltdown (Woods)
Meltdown è un libro pubblicato nel 2009 riguardante la crisi finanziaria globale del 2007–2009 scritto dallo storico statunitense Thomas Woods, con prefazione di Ron Paul, deputato repubblicano alla Camera dei rappresentanti degli Stati Uniti d'America.
Woods è un seguace della Scuola Austriaca in economia e crede che il mercato deve essere lasciato libero di competere nella valuta, che significa che i tassi di interesse devono formarsi dall'incontro della domanda e dell'offerta del mercato monetario e non arbitrariamente fissati dalle banche centrali. Il libro è dedicato a Murray Rothbard e a Ron Paul.
Secondo Woods, la deflazione dei prezzi non causa né prolunga le depressioni economiche. Invece la deflazione può essere necessaria per prevenire le depressioni o per terminare le stesse. La Federal Reserve è la principale causa dei cicli economici attraverso il suo controllo arbitrario e coercitivo dell'offerta monetaria. Cercare di curare il momento di crisi dei cicli con un maggiore intervento da parte degli attori economici pubblici non ha ottenuto, né otterrà alcun risultato. Nel caso di questa crisi, l'intervento passato del governo USA in supporto al mercato immobiliare e l'espansione estrema della massa monetaria causata dai bassi tassi tenuti dalla Fed hanno causato la crisi. Attraverso la creazione di una illusione di ricchezza (cioè che esistono risorse per gli investimenti che in realtà non esistono), gli interventi hanno incoraggiato investimenti inutili e livelli non sostenibili di consumi, al posto di investimenti produttivi. Le cure che vengono proposte (salvataggi di banche e grosse aziende, creazione di massa monetaria attraverso tassi tenuti artificialmente bassi e spese pubbliche di stimolo) peggioreranno solamente la situazione. Nessuna azienda è realmente troppo grande per fallire, anche le grandi istituzioni finanziarie. Per loro, come per qualsiasi altra attività, la liquidazione è preferibile ad un salvataggio.
Secondo Woods, le depressioni sono state causate dalle banche che hanno prodotto massa monetaria in eccesso (bassi tassi), facendo credere alle aziende che ci fosse una necessità di investimento superiore alle effettive risorse disponibili per l'investimento.